# Elizabeth Gray Vining
Elizabeth Janet Gray Vining (Filadélfia, 6 de outubro de 1902 — 27 de novembro de 1999) foi uma bibliotecária norte-americana que foi a tutora do Imperador Akihito do Japão. Ela ensinou-o a falar inglês enquanto ele era o Príncipe Herdeiro, bem como seu irmão e suas irmãs. Por seu trabalho, recebeu a Ordem da Coroa Preciosa.
Após receber o diploma de bacharel do Bryn Mawr College em 1923, ela deu aulas e escreveu contos antes de conseguir uma posição como professora do ensino médio em 1925. Em 1926, Elizabeth recebeu o diploma de Biblioteconomia do Drexel Institute of Technology, instituição atualmente conhecida como Drexel University, e foi trabalhar para a Universidade da Carolina do Norte como bibliotecária. Casou-se com o professor Morgan Vining em 1929, que acabou falecendo aproximadamente cinco anos depois, em um acidente automobilístico.
Uma Quaker, foi a autora de aproximadamente sessenta trabalhos, ela publicou seu primeiro livro, Meredith's Ann, em 1927. Em 1943 recebeu a medalha Newbery pelo romance Adam of the Road. Ela graduou-se em Bryn Mawr College, na classe de 1923.
No início da década de 1950, ela atuou por cerca de 20 anos como vice-presidente do Conselho de Curadores de Bryn Mawr e vice-presidente de seu Conselho de Administração. Em 1954, Gray recebeu o prêmio Skinner da Women's National Book Association. Além disso, várias instituições educacionais a presentearam com títulos honorários.
Elizabeth Gray morreu aos 97 anos em 27 de novembro de 1999.

## Obras
- Meredith's Ann (1927)
- Tangle Garden (1928)
- Meggy MacIntosh (1930)
- Jane Hope (1933)
- Young Walter Scott (1935)
- Beppy Marlowe (1936)
- Penn (1938)
- Contributions of the Quakers (1939)
- The Fair Adventure (1940)
- Adam of the Road (1942)
- Sandy (1945)
- Windows for the Crown Prince (1952)
- The Virginia Exiles (1955)
- Friend of Life - A Biography of Rufus M. Jones (1958)
- The Cheerful Heart (1959)
- Return to Japan (1960)
- I Will Adventure (1962)
- Take Heed of Loving Me (1963)
- Flora: A Biography (1966)
- I, Roberta (1967)
- Quiet Pilgrimage (1970)
- The Taken Girl (1972)
- Being Seventy - The Measure of a Year (1978)
- Harnessing Pegasus: Inspiration and Meditation (1978)